# سو ناكاجاوا
سو ناكاجاوا (باليابانية: 中川創) هو لاعب كرة قدم ياباني، ولد في 1 يونيو 1999 في تشيبا في اليابان. لعب مع كاشيوا ريسول.

## وصلات خارجية
- سو ناكاجاوا على موقع رابطة كرة القدم اليابانية للمحترفين (اليابانية)
- سو ناكاجاوا على موقع قاعدة بيانات كرة القدم.إي يو (الإنجليزية)
- سو ناكاجاوا على موقع Soccerway.com (الإنجليزية)
- سو ناكاجاوا على موقع عالم كرة القدم.نت (الإنجليزية)